# Deer Park River
Der Deer Park River ist ein Fluss im Nordosten des australischen Bundesstaates New South Wales.

## Geographie
Die Quelle liegt an den Nordhängen des Barren Mountain in der Cunnawarra Range im Norden des New-England-Nationalparks. Von dort fließt der Fluss durch unbesiedeltes Gebiet nach Norden und mündet nach zwölf Kilometern in der Bagul Waajaarr Nature Reserve in den Nymboida River.